# Hội Khoa học Lịch sử Việt Nam
Hội Khoa học Lịch sử Việt Nam (gọi tắt là Hội Sử học) là tổ chức xã hội nghề nghiệp của những công dân Việt Nam hoạt động nghiên cứu và giảng dạy trong các ngành khoa học lịch sử và những ngành có liên quan mật thiết.
Hội được thành lập vào ngày 26/2/1966 và tái lập vào năm 1988 với Chủ tịch Danh dự là Đại tướng Võ Nguyên Giáp.
Hội Sử học là hội thành viên của Liên hiệp các Hội Khoa học và Kỹ thuật Việt Nam.

## Lịch sử hình thành
Hội Khoa học Lịch sử Việt Nam (Hội KHLSVN) ra đời với Đại hội thành lập ngày 26-2-1966 và Quyết định công nhận số 88-NV của Bộ Nội vụ do Bộ trưởng Ung Văn Khiêm ký ngày 31-3-1966. Đây là một trong những Hội khoa học đầu tiên ở Việt Nam.
Người sáng lập Hội là Giáo sư Viện sĩ Trần Huy Liệu, cố Viện trưởng Viện Sử học Việt Nam. Sau khi ông từ trần năm 1969, Giáo sư Viện sĩ Nguyễn Khánh Toàn và Giáo sư Viện sĩ Phạm Huy Thông đã cố gắng duy trì tổ chức của Hội, đại diện cho giới sử học Việt Nam trong các họat động đối nội và đối ngoại. Đại hội đại biểu toàn quốc lần thứ II tổ chức tại Hà Nội vào tháng 9 năm 1988 là mốc mở đầu cho việc mở rộng tổ chức và hoạt động của Hội trên phạm vi toàn quốc.
Từ năm 1988, các Đại hội đã nhất trí tôn vinh Đại tướng Võ Nguyên Giáp, GSVS. Nguyễn Khánh Toàn (1905-1993), GS. NGND Trần Văn Giàu làm Chủ tịch danh dự của Hội.

## Các đời Chủ tịch của Hội
Phan Huy Lê (1990 - 2015)
Trần Đức Cường (2015 - nay).

## Danh sách Ban lãnh đạo

### Khóa VII (2015 - 2020)
- Chủ tịch: PGS. TS Trần Đức Cường
- Chủ tịch danh dự: Giáo sư. NGND Phan Huy Lê
- Phó Chủ tịch:
  - Ông Dương Trung Quốc (kiêm Tổng Thư ký)
  - Phó Giáo sư, Tiến sĩ Phan Xuân Biên
  - Phó Giáo sư, Tiến sĩ Phạm Mai Hùng
  - Giáo sư, Tiến sĩ Khoa học Vũ Minh Giang
  - GS.TS.NGND Nguyễn Quang Ngọc
  - PGS.TS Đỗ Bang